# Leonid Piatakow
Leonid Leonidowicz Piatakow (ros. Леони́д Леони́дович Пятако́в, ur. 4 października 1888 w guberni kijowskiej, zm. 7 stycznia 1918 w Kijowie) – bolszewik, rewolucjonista.

## Życiorys
Brat Jurija Piatakowa, w 1904 ukończył kijowską szkołę realną, a w 1908 Kijowski Instytut Politechniczny, w latach 1914-1917 służył w rosyjskiej armii. Od 1915 aktywista SDPRR(b), w 1917 członek Komitetu Wykonawczego Rady Kijowskiej i przewodniczący Organizacji Wojskowej przy Kijowskim Komitecie SDPRR(b), od 19 sierpnia 1917 członek Kijowskiego Komitetu SDPRR(b). Od 9 do 10 listopada 1917 przewodniczący Kijowskiego Komitetu Wojskowo-Rewolucyjnego, 10 listopada 1917 aresztowany, 4 dni później ponownie aresztowany, od 14 listopada do 12 grudnia 1917 ponownie był przewodniczącym Kijowskiego Komitetu Wojskowo-Rewolucyjnego. Od 5 grudnia 1917 zastępca członka Głównego Komitetu SDPRR(b)/Socjaldemokracji Ukrainy, od grudnia 1917 członek Głównego Komitetu Socjaldemokracji Ukrainy i członek Wszechukraińskiego Centralnego Komitetu Wykonawczego (CIK), 12 grudnia 1917 ponownie aresztowany. 7 stycznia 1918 został zabity w Kijowie przez Kozaków.